# Sunninghill Park
Sunninghill Park – posiadłość w hrabstwie Berkshire w Anglii, w latach 1945–2007 posiadająca status rezydencji brytyjskiej rodziny królewskiej. 
Teren o powierzchni ok. 2,7 km² został kupiony przez dwór królewski w 1945 od Philipa Hilla. Znajdujący się na jej terenie główny budynek miał być wiejską rezydencją księżniczki Elżbiety i księcia Filipa, którzy pobrali się w 1947. Zanim jednak zdążyli go przejąć, został doszczętnie zniszczony w pożarze.
Nowy gmach został wzniesiony dopiero w latach 1989–1990. Dwupiętrowy budynek z czerwonej cegły stał się następnie siedzibą księcia Yorku i jego rodziny. Obiekt liczył m.in. 12 sypialni i 12 łazienek. Był pierwszą rezydencją królewską wybudowaną od podstaw od 1879 roku. W 2004 książę, już rozwiedziony, przeniósł się do Royal Lodge, z którego wcześniej korzystała królowa-matka. W 2007 Sunnighill Park został sprzedany. Dane nowego właściciela nie zostały opublikowane, ujawniono jedynie, iż pochodzi z Europy Wschodniej. Według dziennika The Times, jest on obywatelem Kazachstanu. Nieoficjalnie, najczęściej wymienianą w tym kontekście osobą jest Timur Kulibajew, zięć prezydenta Kazachstanu Nursułtana Nazarbajewa.